# Chi si ferma è perduto
Chi si ferma è perduto é um filme italiano de 1960, dirigido por Sergio Corbucci.
Estreou em Portugal a 31 de Janeiro de 1963.

## Sinopse
Antonio Guardalavecchia e Giuseppe (Peppino) Colabona são dois funcionários que trabalham na mesma empresa há muitos anos, além de serem amigos desde a infância. Esperam ambos ser promovidos, mas contra isso está o seu chefe Santoro (Luigi Pavese). Um dia este morre e os dois amigos tornam-se inimigos, na ânsia de ocuparem o posto do falecido.

## Elenco
- Totò: Antonio Guardalavecchia
- Peppino De Filippo: Giuseppe Colabona
- Aroldo Tieri: Matteo Rossi
- Luigi De Filippo: Donato Cavallo
- Alberto Lionello: Mario Rossi
- Alberto Talegalli: Il cliente che protesta
- Angela Portaluri: Iole, figlia di Guardalavecchia
- Mario Castellani: Comm. Amilcare Pasquetti
- Lia Zoppelli: Giulia, sorella del Comm. Pasquetti
- Jacqueline Pierreux: Teresa, moglie di Colabona
- Luigi Pavese: Cesare Santoro
- Anna Campori: Italia, moglie di Guardalavecchia
- Pietro De Vico: Il cameriere
- Renzo Palmer: Cavicchioni
- Peppino De Martino: l'antiquario sordo
- Marisa Traversi: Adua
- Enzo Petito: Napoleone, usciere
- Solvejg D'Assunta: Assunta